# 华罗斯德里奥莫罗斯
华罗斯德里奥莫罗斯，是西班牙卡斯蒂利亚-莱昂塞戈维亚省的一个市镇。 总面积14平方公里，总人口67人（2001年），人口密度5人/平方公里。